# 卡爾·文森號航空母艦
卡爾文森號航空母艦（USS Carl Vinson CVN-70）是一艘美國海軍尼米茲級核動力航空母艦，也是十艘同級艦中的三號艦。1980年正式下水。2009年完成核燃料加注和中期大修。

## 命名
卡爾文森號是美國海軍第一艘新船下水時，其命名由來的主人公還在世的航空母艦。卡尔·文森是來自佐治亞州的知名眾議員，長年擔任眾議院軍事委員會（House Committee on Armed Services）以及其前身之一的海軍委員會之主席，達25年之久。他也是最早洞悉核動力航空母艦對未來海權擴張的重要性，因此積極推動此類船艦建造的重要推手。為了紀念文森眾議員對於美國海軍的貢獻，軍方特地將新建造的航空母艦以他為名，也使得他成為第一位非歷屆美國總統或軍事將領身份但卻能獲得如此殊榮的人。
1980年本艦完工下水時，文森眾議員親自參加了新船的命名擲瓶，他於次年去世，享年97歲。

## 歷史

### 1980年代
1982年3月13日卡爾文森號正式服役並出海進行試航，並於1983年3月1日抵達位於加州的阿拉米達海軍航空基地。在其服役的生涯中，它得到了許多的綽號，例如「Chucky Vee」、「Battlestar」或「Gold Eagle」.
在1984年10月14日首次前往西太平洋執行任務前，卡爾文森號參加了1984年環太平洋聯合軍事演習（RIMPAC 84），並在之後的1985年1月至4月間連續在印度洋海域連續執行勤務達107日。同年，卡爾文森號上的F-14/A型雄貓式戰機還參與了影片的拍攝。
在1986年5月和6月，卡爾文森號參與了包括1986年環太平洋聯合軍事演習在內的多次軍事演習。同年8月12日它出海執行第二次海外任務，成為第一艘在白令海執行任務的美國航空母艦。
1987年1月，在印度洋和北阿拉伯海執行了多次任務後，卡爾文森號接到返回母港阿拉米達的命令，在返航途中它又再一次穿越了白令海。
1988年卡爾文森號第四次執行海外任務，目的地是波斯灣地區，在當地海域為懸掛美國旗幟的油輪護航，並在同年12月16日安全返回母港。
1989年9月18日卡爾文森號出海參加1989年太平洋演習（PacEx 89），這是在第二次世界大戰後的承平時期裡，規模最大的一次軍事演習。在整個演習期間，卡爾文森號游弋在白令海和阿留申群島之間，指揮一個由三艘航空母艦所組成的航空母艦戰鬥群，以模擬應付發生在日本海和太平洋上的戰鬥任務。

### 1990年代
1990年2月日卡爾文森號出海第五次執行任務，並於同年7月31日安全返回母港。
1994年2月17日，卡爾文森號駛往波斯灣以支援稱為「南方守望」的軍事行動。同年8月5日在卡爾文森號上舉行了太平洋艦隊司令官交接儀式，並於8月17日返回母港。
從1995年8月26日至9月3日，卡爾文森號參加了「Ke Koa」軍事演習。同時在艦上舉行了二戰太平洋戰場結束的紀念儀式，在儀式期間，美國總統在夏威夷檢閱了該艦。作為紀念儀式的一部分，12架二戰時期的舊型軍機實際在卡爾文森號進行了起飛示範。
1996年5月14日卡爾文森號出海進行第七次的海外任務，目的地是波斯灣以支援「南方守望」行動和「沙漠進攻」（Operation Desert Strike）行動，並在11月14日返回母港之前參加了「粗糙鸚鵡螺」（Rugged Nautilus）軍事演習。
由於阿拉米達海軍航空站（Naval Air Station Alameda）預計要在1997年時關閉，1996年末至1997年初期間，卡爾文森號的母港轉移至位於華盛頓州的佈雷默頓（Bremerton）軍港。在離港前往波斯灣前，卡爾文森號參加了RIMPAC 98軍事演習。在抵達波斯灣後，它於1998年12月19日發動空襲以支援「沙漠之狐行動」和「南方守望行動」，空襲一直持續到1999年3月。1999年7月，卡爾文森號在普吉灣海軍船塢（Puget Sound Naval Shipyard）進行為期11個月的乾塢維修。趁著這次大修之際美國海軍投入了2億3千萬美元升級艦上的設備，而改裝後的暖車試航則一直持續到2000年時才告一段落。

### 2000年代
2001年1月到6月，卡爾文森號為準備執行第12次的海外部署，接受了嚴格的訓練，2001年7月23日它駛離佈雷默頓軍港前往波斯灣以支援「南方守望」行動，但9月11日的恐怖攻擊卻突然改變了卡爾文森號的任務。為了對美國本土遭襲作出快速反應，原本是在印度洋上巡弋的該艦，接到命令改變航向駛往北阿拉伯海。2001年10月7日，它在「持久自由行動」中率先發動空襲，而在此後長達72天的反恐戰爭中，卡爾文森號上搭載的第十一艦載機聯隊（CVW-11）出擊超過4000架次。同年12月中旬，卡爾文森號在返航的途中順訪了長崎軍港，並在抵達本土之前在新加坡度過了聖誕節。來年的4月改建進行了維修，並在9月份出海進行修整後的試航。
2003年1月卡爾文森號本來應該接受為期一個月的飛行甲板考核，但卻為了要參與「伊拉克自由行動」而延長值勤的時間。該艦在出海執行了長達九個月的任務後，終於返回母港。從2003年1月到9月，卡爾文森號曾造訪泊靠過包括夏威夷、關島、韓國、日本、澳大利亞、香港和新加坡在內，位於亞太地區的港口或國家。
因為該艦參與的軍事行動，卡爾文森號在2004年獲得了瑪喬麗‧斯特雷特戰艦基金獎（Marjorie Sterett Battleship Fund Award），以表彰美國太平洋艦隊中最具戰鬥精神的軍艦。
2005年1月，卡爾文森號最後一次駛離佈雷默頓軍港。在2005年1月到8月間它進行了環繞世界（World Cruise）活動，其中包含數個月位於波斯灣地區支援伊拉克自由行動的行程。此次航行的重點包括停靠造訪新加坡、關島、巴林、希臘罗得岛和葡萄牙里斯本等港口。2005年環繞世界之旅的另一個重點是移防至該艦的新母港，弗吉尼亞州諾福克。在進港後卡爾文森號開始接受補給與綜合檢修工程（Refueling and Complex Overhaul，RCOH），工作項目中包括替船上的兩具核子反應爐更換補充燃料棒。卡爾文森號預計要到2009年時才會重返大洋執行勤務。

### 2010年代
2010年11月30日，卡爾文森號航母載著第十七艦載機大隊，率領著驅逐艦一中隊，離開聖地亞哥北島軍港。它們先在加州外海進行了為期三個星期的合成訓練演習(COMPTUEX)。美國海軍艦載部隊司令於演習後期登上卡爾文森號視察。12月31日，卡爾文森號船隊抵達美國海軍第七艦隊所屬轄區，即西太平洋地區進入部署。此時，“喬治·華盛頓”号航空母艦正在日本橫須賀母港進行例行的保養和整修。
2011年1月11至14日，卡爾文森號抵達韓國軍港釜山。在釜山訪問的前後，卡爾文森號艦隊分別和日本海上自衛隊和韓國海軍在東海進行了聯合演習。1月19至20日，航空母艦艦隊和新加坡海軍在南中國海域舉行了聯合演習。1月22日，卡爾文森號到達馬來西亞吉隆坡，官兵上岸休假，並進行了一些社區服務活動。1月26日，卡爾文森號離開吉隆坡港，隨即和馬來西亞皇家海軍在馬六甲海峽舉行了演習。1月28日，卡爾文森號抵達孟加拉灣。1月29日，抵達印度洋，1月31日，抵達阿拉伯海。它將代替“亞伯拉罕·林肯”号航空母艦繼續在海灣地區執行任務（林肯號於2010年9月11日由聖地亞哥出發部署）。2月2日，隨行的“碉堡山”号導彈巡洋艦和屬林肯號艦隊的“莫姆森”号驅逐艦制止了一起發生在阿曼灣的海盜事件，摧毀了海盜船而無傷及其人員。2月4日，一個士兵不慎落海，隨後由艦上直升機救出。2月16日，剛剛獲得美式足球超級杯的綠灣包裝者隊訪問了卡爾文森號。3月11日，本次部署的日程過半，官兵在甲板上開了一個盛大的party，以示慶祝。3月20日，卡爾文森航母司令官布魯斯林希訪問了也正在阿拉伯海部署的美國海軍“企業”号航空母艦 (CVN-65)。4月1日，美國第五艦隊司令馬克法克斯海軍中將訪問了卡爾文森號。5月2日，被美國海軍海豹特種部隊擊斃的伊斯蘭極端主義恐怖組織的領導人拉登的屍體被運到正在北阿拉伯海的卡爾文森號航母上，在進行了符合伊斯蘭教教義的海葬儀式後，拉登屍體裹著白布被投入阿拉伯海中。5月7日，卡爾文森號結束在中東的部署開始回航，由“隆納·雷根”号航空母艦繼續執行在中東的任務。5月14日，在卡爾文森號即將在菲律賓馬尼拉靠岸的前一天，菲律賓總統阿奇諾在美國駐菲律賓大使和其他菲律賓政府高官的陪同下，訪問了卡爾文森號航空母艦。5月15日，卡爾文森號抵達馬尼拉訪問。5月22日，卡爾文森號抵達香港補給及訪問。5月28日，为了避开台风，卡尔文森号绕道位于菲律宾群岛中部的苏里高海峡回到太平洋，苏里高海峡是美日海军在二战时发生激烈海战的地方。5月31日，卡尔文森号进行了观众未知的空中武力展示。6月4日，卡尔文森号越过国际日期变更线回到东太平洋，6月7日，抵达夏威夷珍珠港，本次例行部署接近尾声。此时，即将加入美国太平洋舰队所属航母例行轮流部署行列的新一艘航空母舰“史坦尼斯”号航空母艦正在南加州外海做最后的演习准备。6月10日，卡尔文森号离开夏威夷，随行的还有约900名参加老虎游轮旅行的卡尔文森家属。6月15日上午，卡尔文森号返抵加州圣地亚哥北岛军港。
2011年11月11日退伍军人节，卡尔文森号甲板上举办了一场美国大学篮球赛，有北卡罗来纳大学对密西根州立大学队，美国总统奥巴马和夫人观看了球赛。
2011年11月30日，卡尔文森号再次启程赴西太平洋和中东执行例行部署。12月27日抵达香港访问，后赴印度洋。2011年1月9日，正值美国和伊朗关系紧张之际，卡尔文森号抵达中东地区，预计将接替斯坦尼斯号。卡尔文森号是否不顾伊朗的警告穿越霍尔木兹海峡进入波斯湾，将备受关注。
2017年1月，常驻日本的“隆納·雷根”号航空母艦进入短期维修状态，由卡尔文森号担纲，第三舰队派出一支航母舰队赴西太平洋执行既定任务，与以前不同是，这次整个航母舰队在东亚、东南亚执行任务时，仍将由总部位于圣地亚哥的第三舰队直接指挥，而不是由交给总部位于横须贺港的第七舰队。其航母戰鬥群中包括提康德羅加級飛彈巡洋艦尚普蘭湖號，阿利·伯克級驅逐艦韋恩·E·邁耶號及邁克爾·墨菲號。1月中旬，在夏威夷海域，卡尔文森号航母舰队进行了为期4天的反潜演习。2月中旬，卡尔文森号航母舰队停靠关岛进行了4天访问。2月18日，卡尔文森豪航母舰队穿越吕宋海峡进入南中国海活动。3月3日，包括路透社、合众社在内的媒体记者参观了卡尔文森号并从舰上发出了报道。3月4日，美国驻菲律宾大使，菲律宾政府国防部长、财政部长和司法部长登上卡尔文森号参观。3月6-10日，正当朝鲜半岛局势紧张和中韩为部署萨德戰區高空防御飛彈起争执之际，卡尔文森号航母舰队突然出现在东海，和日本海上自卫队的两艘军舰举行了为期五天的联合海上演习。3月11日，在朝鲜半岛以东海域，韩国知名人士和议会成员参观了的卡尔文森号，3月12日，驻韩美军司令、韩军参谋长联席会议主席等登舰视察。3月15日，卡尔文森号抵达韩国釜山港。3月22日，卡尔文森号离开釜山开始参加Foal Eagle演习，当日，韩军海陆军高级官员登舰参观,之后卡尔文森号又和日舰在东海举行联合演习，然后于3月30日再次南下回到南中国海。4月4日，卡尔文森号航母舰队抵达新加坡访问。4月8日，一美国官员透露卡尔文森号离开新加坡后将再次返回朝鲜半岛。4月9日，美国海军第三舰队发布消息称，太平洋舰队司令指令卡尔文森舰队取消访问澳大利亚港口的计划，转而北上继续留在西太平洋。白宫发言人和国防部长则称，卡尔文森号北上是为了宣示武力，为此向朝鲜政府施压，确保朝鲜半岛的安全。事实上，卡尔文森号航母舰队离开新加坡后并没有直接北上，而是南下和澳大利亚海军举行了联合演习，只是演习缩小了规模。4月15日被美国媒体发现，引起轩然大波。4月23日舰队经菲律宾海时和日本海上自卫队的军舰会合，一边演习，一边北上，29日一同抵达朝鲜半岛海域，5月3日起，在日本海和韩国海军举行联合演习。5月31日起，刚刚完成短期维修的“隆納·雷根”号航空母艦也进入日本海，两只航母舰队和日本海上自卫队的军舰进行联合演习。6月2日，卡尔文森号离开日本海，6月14日，抵达夏威夷，2017的东亚部署接近尾声，6月23日，舰队回到圣地亚哥。

### 2020年代
2021年8月-2022年2月，卡尔文森号赴印太部署，期间访问了日本横须贺、关岛、珍珠港，游弋了菲律宾海、东中国海、南中国海、印度洋、孟加拉湾和澳大利亚西北部海域。
2022年1月24日，正在与“亞伯拉罕·林肯”号航空母艦进行协同作业的卡尔·文森号航母在南海例行飞行行动期间发生降落事故，一架F-35C舰载机在降落时与航母甲板发生撞击起火并滑下甲班坠入海中，事故造成包括该舰载机飞行员在内的七人受伤。同年3月2日，美国海军从约3.7千米深的海域中成功打捞回收该舰载机。
2023年10月-2024年2月，卡尔文森号赴东亚部署，期间访问了韩国釜山、新加坡、菲律宾马尼拉等港口，游弋了菲律宾海、东中国海和南中国海。
2024年5月卡尔文森号在洛杉矶参加洛杉矶海军周活动。7月在夏威夷海域参加2024年度环太平洋军演。10月31日，卡尔文森号现任舰长的岳父Knutson对全舰官兵讲述了他参加越战被俘后被长期关押最终释放的故事，他回到美国后成为美国海军飞行员在军中服役长达38年。 11月18日，卡尔文森号航母舰队离开圣地亚哥北岛军港开启亚太部署。 此时，驻日美军海军前沿部署的华盛顿号航空母舰刚刚抵达日本。 12月5日，卡尔文森号抵达菲律宾海。 12月22日，卡尔文森号抵达东亚，经苏里高海峡、苏禄海和巴拉巴克海峡，于24日进入南中国海部署。 12月29日，卡尔文森号抵达马来西亚巴生港访问，这是继林肯号后，美国海军航母一个月内再次访问马来西亚。
2025年1月3日，卡尔文森号重回南中国海部署。 1月17-18日，卡尔文森号航母舰队在南沙群岛和巴拉望岛海域和三艘菲律宾军舰举行了美国-菲律宾2025年首次联合海上巡逻。 同日，中国解放军南部战区在南中国海海域组织联合海空战巡。南部战区称，战巡旨在维护南中国海地区和平稳定，“任何搅局南海的军事活动尽在掌握之中。” 1月26日泰国国防部长访问在泰国湾的卡尔文森号， 1月27日卡尔文森号停靠泰国林查班港，之前则和马来西亚空军的俄制战机在马来半岛举行了演习。 1月31日，卡尔文森号离开泰国， 经南中国海（2月1-4日）、巴拉巴克海峡（2月5日）和西不图通道（2月6日）进入西里伯斯海。 2月8日至18日，卡尔文森号航母参加了由法国海军举办的，戴高乐号航母和日本海上自卫队的加贺号轻型航母共同参加的2025年多航母联合演习，演习地点在西里伯斯海和菲律宾海，演习内容包括反潜战、防空、跨甲板作战和海上补给。跨甲板作战包括卡尔·文森号的F/A-18F超级大黄蜂战机和 CMV-22B鱼鹰战机在戴高乐号上起降；而戴高乐号上的阵风战斗机也在卡尔·文森号上起降。 2月14日，法国海军参谋长在戴高乐号航空母舰上会见了美国太平洋舰队司令和日本海上自卫队第四护航舰队司令。 BBC东南亚记者采访了这次演习并发了报道，题目是《美国超级航母还有价值吗？ BBC登上其中一艘一探究竟》。 3月1日，驻韩美军司令和韩国海军副司令访问了卡尔文森号。 3月2日，在东中国海上航行的时候，卡尔·文森号上举行第 2 航母航空联队指挥权交接仪式，由副指挥官接任指挥官，原指挥官被授予功绩勋章，接下来将向海军作战部长办公室汇报； 同日，卡尔文森号停靠韩国釜山港访问，进行休假和补给。 朝鲜最高领导人金正恩的妹妹金与正通过朝鲜中央通讯社就卡尔文森号访问韩国发表评论，她表示：“美国目前对朝鲜采取的敌对政策和行动，为朝鲜无限期地加强其核威慑提供了充分的理由。” 3月4日五角大楼发言人重申了美国对韩国和日本的安全承诺。发言人萨普尔在回应韩联社的置评请求时表示：“我们不会对金与正的言论发表评论，但我们明确表示致力于保卫韩国、日本和美国本土，并致力于维护地区的和平与稳定。”金与正在朝鲜官方媒体朝中社发表的声明中谴责航母的抵达，称这是华盛顿对朝鲜“最敌视、最具对抗性的意志”的表现。她还警告说，平壤“计划仔细研究在战略层面加大威胁敌人安全的行动选项”。 3月7日，卡尔文森号离开釜山。 3月10-17日，航母打击群参加了在东海（或日本海）举行的“自由之盾 25”演习，这是韩国和美国之间举行的一项以防御为导向的年度演习，以现场、虚拟和实地训练为特色。韩国空军、美国空军和美国海军进行了空中整合训练，包括两架韩国空军的F-35A、两架美国空军的F-35A和一架美国海军的 F-35C。 演习期间，一架俄罗斯海军伊尔-38N Novella反潜机接近卡尔·文森号附近飞行，航母上有人用视频记录下了这一瞬间并发表在Instagram。视频显示一架F/A-18超级大黄蜂和一架F-35C闪电II战斗机飞行在俄罗斯飞机两侧。 3月17-20日，卡尔文森号和韩国海军和日本海上自卫队在东海举行了三边海军演习。 3月21日美国新任国防部长赫格塞斯决定将杜鲁门号航空母舰在中东的部署延长一个月，同时卡尔文森号航空母舰也将前往中东地区，以在川普政府加大对也门胡塞武装的攻击力度之际，在中东同时部署两艘航母。 3月24日，卡尔文森号抵达关岛，同日美国国防部长赫格塞斯离开华盛顿赴夏威夷、关岛、菲律宾和日本访问。 3月28日，卡尔文森号离开关岛驶往中东， 3月31日抵达苏禄海， 4月4日上午穿越新加坡海峡，当日晚些时候驶入马六甲海峡。 4月15日，卡尔文森号到达阿拉伯海并立即投入轰炸胡塞武装的战斗。 4月18日，美国中央司令部公布卡尔·文森号和杜鲁门号航空母舰全天候打击胡塞武装的视频，视频显示，机组人员正在准备和装载炸弹，F/A-18 大黄蜂战机昼夜不停地起飞。中央司令部表示：“今天，美军采取行动，消除了伊朗支持的胡塞恐怖分子的燃料来源，并切断了他们为胡塞武装十多年来恐吓整个地区而提供的非法收入。这些行动是持续捍卫航行自由、保护国际航运和削弱胡塞武装威胁美国和联军能力的努力的一部分。”以色列媒体报道称，此次袭击对该设施造成了“重大破坏”。 4月24日，美国第七舰队副司令鲍恩施密特海军少将接任卡尔文森号航母打击群司令，她曾任林肯号航母的舰长，是美国海军历史上第一位航空母舰长，这次任命也使她成为美国海军历史上首位女性航母打击群司令。 自3月15日起，包括杜鲁门号和卡尔文森号航母打击群在内的美国中央司令部部队袭击了至少 1,000 个胡塞武装目标。 7月5日，卡尔文森号和后期赶到的尼米兹号两艘航空母舰在美军中央司令部区域（即中东地区）执行了协同飞行和编队机动。此次联合行动正值伊朗和以色列关系再度紧张之际。从战略角度来看，两艘航母打击群在波斯湾及其周边海域的存在不容低估。该地区涵盖霍尔木兹海峡、曼德海峡和苏伊士运河等重要咽喉要道，这些咽喉要道是世界大部分能源供应的必经之路。通过在此开展高调行动，美国表明其已准备好在地缘政治摩擦（包括伊朗海上威胁和更广泛的中东动荡）中保障全球贸易路线的安全，并安抚合作伙伴。 在中东停留三个月后，卡尔文森号航空母舰于7月11日返航离开北阿拉伯海，抵达印度洋，至此，卡尔·文森号航母在海上航行了238天，是胡塞武装在红海发动袭击以来，美国西海岸航母部署时间最长的航母之一，尼米兹号则仍在中东部署。 7月16日，卡尔文森号抵达南海。 7月22日，卡尔文森号在菲律宾海作业。 7月30日停靠夏威夷珍珠港并举行了新旧舰长交接仪式。 8月14日，卡尔文森号航母打击群抵达其母港加州圣地亚哥，此次部署长达 269 天，延续了西海岸航母部署时间比正常情况更长的趋势。

## 其他
傳統上，美國海軍以仍健在的人物來命名艦隻的情況並不多見，但是在20世紀後期起這種現象越來越普遍。除了卡爾文森號外，其後續打造的同級姊妹艦“約翰·C·史坦尼斯”号（前美國參議員約翰·史坦尼斯）、“隆納·雷根”号（前美國總統罗纳德·里根）、“喬治·H·W·布希”号（前美國總統喬治·H·W·布希）都是依循此例命名。而除了上述幾艘航空母艦外，許多美國海軍其他類型的軍艦或非戰鬥支援艦，包括里科弗號攻擊潛艇（USS Hyman G. Rickover SSN-709，名稱承襲自前美國海軍上將海曼·里科弗）、“阿利·伯克”号驱逐舰（名稱承襲自前美國海軍上將阿利·伯克）、霍普號車輛運輸艦（USNS Bob Hope T-AKR-300，名稱承襲自美國喜劇演員鮑勃·霍普）、“尼采”号驱逐舰（名稱承襲自前美國海軍部長保罗·尼采）與卡特號攻擊潛艇（USS Jimmy Carter SSN-23，名稱承襲自前美國總統吉米·卡特）等，都是較晚期下水、使用在世者作為船隻命名的例子。

## 外部連結
- 美國海軍官方網站*（页面存档备份，存于）

## 资料来源
1. ↑  Polmar, Norman. . Naval Institute Press. 2004: 112  [2015-01-12]. ISBN 978-1-59114-685-8. （原始内容存档于2022-08-09）.
2. ↑   (PDF).   [2021-04-15]. （原始内容 (PDF)存档于2017-05-01）.
3. ↑  . Navweaps.com. 29 April 1999  [2012-01-10]. （原始内容存档于2010-01-11）.
4. ↑  Service, This story was written by Jim Garamone, American Forces Press. .   [2017-02-19]. （原始内容存档于2013-07-29）.
5. ↑  . www.facebook.com. Facebook.   [2017-02-19]. （原始内容存档于2022-08-09） （英语）.
6. ↑  . 10News. 2011-06-10  [2017-02-19] （美国英语）.
7. ↑  . Los Angeles Times. 2011-11-30  [2017-02-19]. （原始内容存档于2017-02-19）.
8. ↑  Affairs, This story was written by Mass Communication Specialist 2nd Class (SW) Byron C. Linder, USS Carl Vinson Public. .   [2017-02-19]. （原始内容存档于2012-08-05）.
9. ↑  . U.S. Naval Institute News. 2017-01-03  [2017-01-12]. （原始内容存档于2017-01-13）.
10. ↑  Affairs, This story was written by Mass Communication Specialist 2nd Class Zackary Alan Landers, USS Carl Vinson (CVN 70) Public. .   [2017-02-19]. （原始内容存档于2017-02-15） （英语）.
11. ↑  Affairs, This story was written by From Carrier Strike Group One Public. .   [2017-02-19]. （原始内容存档于2017-02-19） （英语）.
12. ↑  .   [2017-03-06]. （原始内容存档于2017-03-06）.
13. ↑  .   [2017-03-06]. （原始内容存档于2017-03-06）.
14. ↑  .   [2017-03-06]. （原始内容存档于2017-03-06）.
15. ↑  .   [2017-03-12]. （原始内容存档于2017-03-13）.
16. ↑  .   [2017-03-14]. （原始内容存档于2017-03-14）.
17. ↑  .   [2017-03-15]. （原始内容存档于2017-03-15）.
18. ↑  .   [2017-03-16]. （原始内容存档于2017-03-15）.
19. ↑  .   [2017-04-08]. （原始内容存档于2017-04-09）.
20. ↑  .   [2017-04-20]. （原始内容存档于2017-04-10）.
21. ↑  .   [2017-05-03]. （原始内容存档于2017-04-19）.
22. ↑  .   [2017-05-02]. （原始内容存档于2017-04-29）.
23. ↑  https://www3.nhk.or.jp/nhkworld/en/news/20170429_27/%5B%5D
24. ↑  .   [2017-06-06]. （原始内容存档于2017-06-06）.
25. ↑  .   [2017-06-23]. （原始内容存档于2017-06-26）.
26. 1 2  . www.gonavy.jp.   [2024-11-19]. （原始内容存档于2025-01-20）.
27. 1 2  . USNI News. 2022-01-25  [2022-08-09]. （原始内容存档于2022-01-25） （美国英语）.
28. ↑  Reyes, Ronny. . Mail Online. 2022-02-07  [2022-08-09]. （原始内容存档于2022-04-19）.
29. ↑  Williams, Jordan. . The Hill. 2022-02-07  [2022-08-09]. （原始内容存档于2022-03-05） （美国英语）.
30. ↑  . United States Navy.   [2022-08-09] （美国英语）.
31. ↑  . DVIDS.   [2024-12-18] （英语）.
32. ↑  . DVIDS.   [2024-12-19]. （原始内容存档于2025-02-21） （英语）.
33. ↑  . Stars and Stripes.   [2024-11-19]. （原始内容存档于2024-12-14） （英语）.
34. ↑  . DVIDS.   [2024-11-20]. （原始内容存档于2025-02-05） （英语）.
35. ↑  . www.navy.mil.   [2024-12-10]. （原始内容存档于2024-12-23） （美国英语）.
36. ↑  . www.navy.mil.   [2024-12-24]. （原始内容存档于2025-01-25） （美国英语）.
37. ↑  . www.gonavy.jp.   [2024-12-30]. （原始内容存档于2018-02-22）.
38. ↑  Mahadzir, Dzirhan. . USNI News. 2024-12-26  [2024-12-26]. （原始内容存档于2025-01-18） （美国英语）.
39. ↑  Bernama. . Free Malaysia Today | FMT. 2024-12-29  [2024-12-29]. （原始内容存档于2025-01-20） （英语）.
40. ↑  Mahadzir, Dzirhan. . USNI News. 2025-01-03  [2025-01-04]. （原始内容存档于2025-01-14） （美国英语）.
41. ↑  Staff, Naval News. . Naval News. 2025-01-18  [2025-01-19]. （原始内容存档于2025-01-30） （美国英语）.
42. ↑  . 美国之音. 2025-01-19  [2025-01-19]. （原始内容存档于2025-01-19） （中文）.
43. ↑  . www.zaobao.com.sg.   [2025-01-19]. （原始内容存档于2025-01-19） （中文（简体））.
44. ↑  Limited, Bangkok Post Public Company. . Bangkok Post. 2025-01-26  [2025-01-27]. （原始内容存档于2025-01-27） （英语）.
45. ↑  Mahadzir, Dzirhan. . USNI News. 2025-01-27  [2025-01-27]. （原始内容存档于2025-01-27） （美国英语）.
46. ↑  . United States Navy.   [2025-02-01]. （原始内容存档于2025-03-15） （美国英语）.
47. ↑  U.S. Pacific Fleet, , 2025-02-05  [2025-02-11], （原始内容存档于2025-02-11）
48. ↑  Staff, Naval News. . Naval News. 2025-02-06  [2025-02-06]. （原始内容存档于2025-02-07） （美国英语）.
49. ↑   (PDF).   [2025-02-08]. （原始内容存档 (PDF)于2025-02-15）.
50. ↑  Mahadzir, Dzirhan. . USNI News. 2025-02-19  [2025-02-20]. （原始内容存档于2025-02-20） （美国英语）.
51. ↑  . U.S. Pacific Fleet.   [2025-02-17]. （原始内容存档于2025-03-07） （美国英语）.
52. ↑  . BBC News 中文. 2025-02-21  [2025-02-21]. （原始内容存档于2025-02-21） （中文（简体））.
53. ↑  . DVIDS.   [2025-03-02]. （原始内容存档于2025-03-17） （英语）.
54. ↑  . DVIDS.   [2025-03-02]. （原始内容存档于2025-03-03） （英语）.
55. ↑  . DVIDS.   [2025-03-02]. （原始内容存档于2025-03-06） （英语）.
56. ↑  . 美国之音. 2025-03-03  [2025-03-03]. （原始内容存档于2025-03-06） （中文）.
57. ↑  . Newsweek. 2025-03-04  [2025-03-04]. （原始内容存档于2025-03-04） （英语）.
58. ↑  . Yonhap News Agency. March 05, 2025-03-05.
59. ↑  Mahadzir, Dzirhan. . USNI News. 2025-03-10  [2025-03-11]. （原始内容存档于2025-03-14） （美国英语）.
60. ↑  . DVIDS.   [2025-03-14] （英语）.
61. ↑  . www.gonavy.jp.   [2025-03-20]. （原始内容存档于2018-02-22）.
62. ↑  . www.msn.com.   [2025-03-27]. （原始内容存档于2025-03-27）.
63. ↑  . 2025-03-27  [2025-03-27]. （原始内容存档于2025-04-22）.
64. ↑  . www.cpf.navy.mil/. 2025-03-20.
65. ↑  Shelbourne, Mallory. . USNI News. 2025-03-21  [2025-03-21] （美国英语）.
66. ↑  . www.kuam.com.   [2025-03-24]. （原始内容存档于2025-03-31） （英语）.
67. ↑  . ANI News.   [2025-03-24]. （原始内容存档于2025-03-24） （英语）.
68. ↑  Mahadzir, Dzirhan. . USNI News. 2025-03-28  [2025-03-29]. （原始内容存档于2025-07-05） （美国英语）.
69. ↑  . Newsweek. 2025-04-02  [2025-04-03]. （原始内容存档于2025-05-03） （英语）.
70. ↑  Mahadzir, Dzirhan. . USNI News. 2025-04-04  [2025-04-05]. （原始内容存档于2025-05-18） （美国英语）.
71. ↑  Reports, Staff and Wire. . Times of San Diego. 2025-04-15  [2025-04-16] （美国英语）.
72. ↑  Diego, Chris Jennewein • Times of San. . Times of San Diego. 2025-04-20  [2025-04-20]. （原始内容存档于2025-06-10） （美国英语）.
73. ↑  . DVIDS.   [2025-04-25]. （原始内容存档于2025-07-08） （英语）.
74. ↑  Mongilio, Heather. . USNI News. 2025-04-29  [2025-04-30]. （原始内容存档于2025-05-21） （美国英语）.
75. ↑  Nicanci. . armyrecognition.com.   [2025-07-08]. （原始内容存档于2025-07-09） （英国英语）.
76. ↑  Mongilio, Heather. . USNI News. 2025-07-14  [2025-07-15] （美国英语）.
77. ↑  Mahadzir, Dzirhan. . USNI News. 2025-07-17  [2025-07-18] （美国英语）.
78. ↑  Administrator. . armyrecognition.com.   [2025-07-23] （英国英语）.
79. ↑  . DVIDS.   [2025-08-02] （英语）.
80. ↑  . DVIDS.   [2025-08-02] （英语）.
81. ↑  Mongilio, Heather. . USNI News. 2025-08-14  [2025-08-15] （美国英语）.
82. ↑  Ciara Encinas. . fox5sandiego.com. 2025-08-14.